# Bernat Sanahuja
Bernat Sanahuja Carné (Terrassa, 2000. október 21. ― ) világbajnok spanyol válogatott vízilabdázó, a CNA Barceloneta játékosa bekk poszton.

## Sportpályafutása
Gyermekkorában kezdett úszni, majd hétéves korától egészen 2020-ig szülővárosa csapatában vízilabdázott. 2023-ig a CN Sabadell játékosa volt, ezt követően pedig a CNA Barcelonetához igazolt. Első válogatott érmét (egy ezüstöt) a 2020-as budapesti kontinenstornán nyere. A spanyol nemzeti csapat tagjaként 4. helyezést ért el a 2020. évi tokiói olimpián. 2022-ben világbajnoki címet és Európa-bajnoki bronzérmet szerzett, 2023-ban pedig világbajnoki bronzérmes lett.

## Eredményei

### Klubcsapattal

#### CN Terrassa
- Spanyol bajnokság
  - Ezüstérmes: 2018
  - Bronzérmes: 2019, 2020

#### CN Sabadell
- Spanyol bajnokság
  - Ezüstérmes: 2023
  - Bronzérmes: 2022
  - 4. hely: 2021
- Európa-kupa
  - Kupagyőztes: 2022

### Válogatottal

#### Spanyolország
- Európa-bajnoki ezüstérmes (Budapest, 2020)
- Olimpiai 4. helyezett (Tokió, 2021)
- Világliga bronzérmes (Strasbourg, 2022)
- Világbajnok (Budapest, 2022; Szingapúr, 2025)
- Európa-bajnoki bronzérmes (Split, 2022)
- Világkupa-győztes (Los Angeles, 2023)
- Világbajnoki bronzérmes (Fukuoka, 2023)